# چشم قرمز
چشم قرمز (انگلیسی: Red Eye) یک فیلم دلهره‌آور روان‌شناختی آمریکایی محصول سال ۲۰۰۵ به کارگردانی وس کریون و نویسندگی کارل السورث بر اساس داستانی از السورث و دان فوس است. این فیلم دربارهٔ یک مدیر هتل است که در یک پرواز با چشم قرمز به میامی توسط یک تروریست در دام نقشه ترور قرار می‌گیرد. موسیقی متن فیلم توسط مارکو بلترامی ساخته و رهبری شده است. این فیلم توسط دریم‌ورکس توزیع شد و در ۱۹ اوت ۲۰۰۵ منتشر شد. این فیلم نقدهای مثبتی از سوی منتقدان و طرفداران آثار کریون دریافت کرد و در باکس آفیس موفق شد.و چندین بار از شبکه آی‌بی‌سی پخش شد.

## خلاصه
«لیزا» (مک آدامز) در سفری شبانه با هواپیما، کنار مردی غریبه به نام «جکسن» (مورفی) قرار می‌گیرد. خیلی زود آشکار می‌شود که «جکسن» آدم شرور و خطرناکی است و قصد ربودن «لیزا» را دارد. «لیزا» هم چنین متوجه می‌شود که جان پدرش (کاکس) در خطر است.

## بازیگران
- ریچل مک‌آدامز
- کیلین مورفی
- برایان کاکس
- جیما مایز
- جک اسکالیا
- کایل گالنر